# Rhizotrogus schimperi
Rhizotrogus schimperi är en skalbaggsart som beskrevs av Blanchard 1851. Rhizotrogus schimperi ingår i släktet Rhizotrogus och familjen Melolonthidae. Inga underarter finns listade i Catalogue of Life.